# 伊利沙伯皇后道
伊利沙伯皇后道（英語：Queen Elizabeth Way，簡稱QEW、Q、QE或Queen-E，官方年報稱為451號省道）是加拿大安大略省南部一條400系列高速公路，連接該省首府多倫多和位於尼亞加拉半島東南角的伊利堡，並在該處駁上和平橋橫跨尼亞加拉河，與對岸美國水牛城的190号州际公路相連。公路全長139公里，從伊利堡起途經尼亞加拉瀑布城、聖嘉芙蓮斯、咸美頓、伯靈頓、奧克維爾和密西沙加等城鎮，在多倫多的終點處與427號公路和嘉甸拿高速公路交匯，當中在荷頓區内約長22（14英里）的路段則與403號公路共構。
此公路是以王后伊莉莎白王太后（即加拿大女皇伊利沙伯二世的母親）命名。有別於其他安省省道的白底黑字路標，QEW的路標是採用黃底藍字設計。路標起初以較大的字體顯示「ER」兩個字母（代表；拉丁語中解作「伊利沙伯皇后」），而公路的全名則以較小的字體顯示。這些路標於1955年起被替換，新的路標顯示「QEW」三個字母，而這個款式的路標則沿用至今。

## 走線

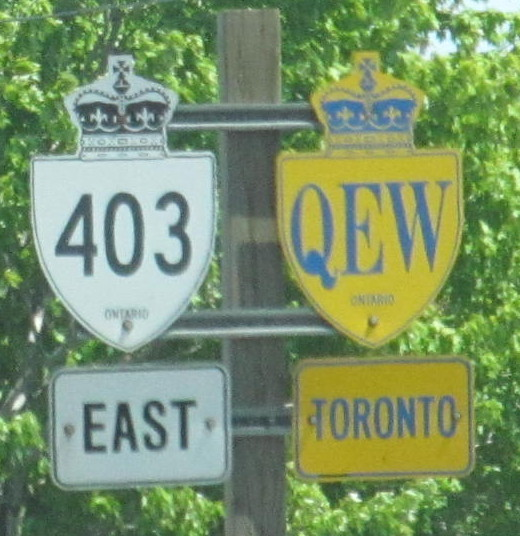
QEW與403號公路共構路段上的路盾，可見「QEW Toronto」標示

QEW的走線大致跟隨安大略湖西端的湖岸綫而呈「L」字狀，亦因此並未與加拿大其他公路般被歸類為東西向或南北向。QEW從伊利堡至多倫多的行車線被標為，而相反方向的行車線則因路段而異：多倫多至咸美頓的路段被標為，咸美頓至尼亞加拉瀑布城的路段被標為，而尼亞加拉瀑布城至伊利堡的路段則被標為。

### 伊利堡-聖嘉芙蓮斯段
QEW始於和平橋在伊利堡端的落腳點。從美國入境的車流駛經加拿大邊檢關卡後便抵達中央大道（Central Avenue）交匯處，由此可通往安大略3號省道和尼亞加拉園林路。除了和平橋落腳點一帶設有民居和工廠之外，公路首25（16英里）路段主要位於樹林之内。公路在基爾摩道（Gilmore Road）交匯處往西北拐，穿越萊昂斯溪道（Lyons Creek Road）交匯處後則改往北伸延，跨越威蘭河後進入尼亞加拉瀑布城周邊的農地，並於一座大型交匯處與420號公路交接。
QEW在尼亞加拉瀑布城北端改往西北拐，並沿尼亞加拉懸崖而下，在懸崖底部與405號公路交匯：伊利堡方向行車線可在此駁上405號公路，並沿後者通往紐約州劉易斯頓，但多倫多方向行車線則不能通往405號公路。QEW此後掠過濱湖尼亞加拉鎮的西南部鄉郊，再駁上花園城市高架橋跨越威蘭運河，進入聖嘉芙蓮斯市範圍。

### 聖嘉芙蓮斯-伯靈頓段

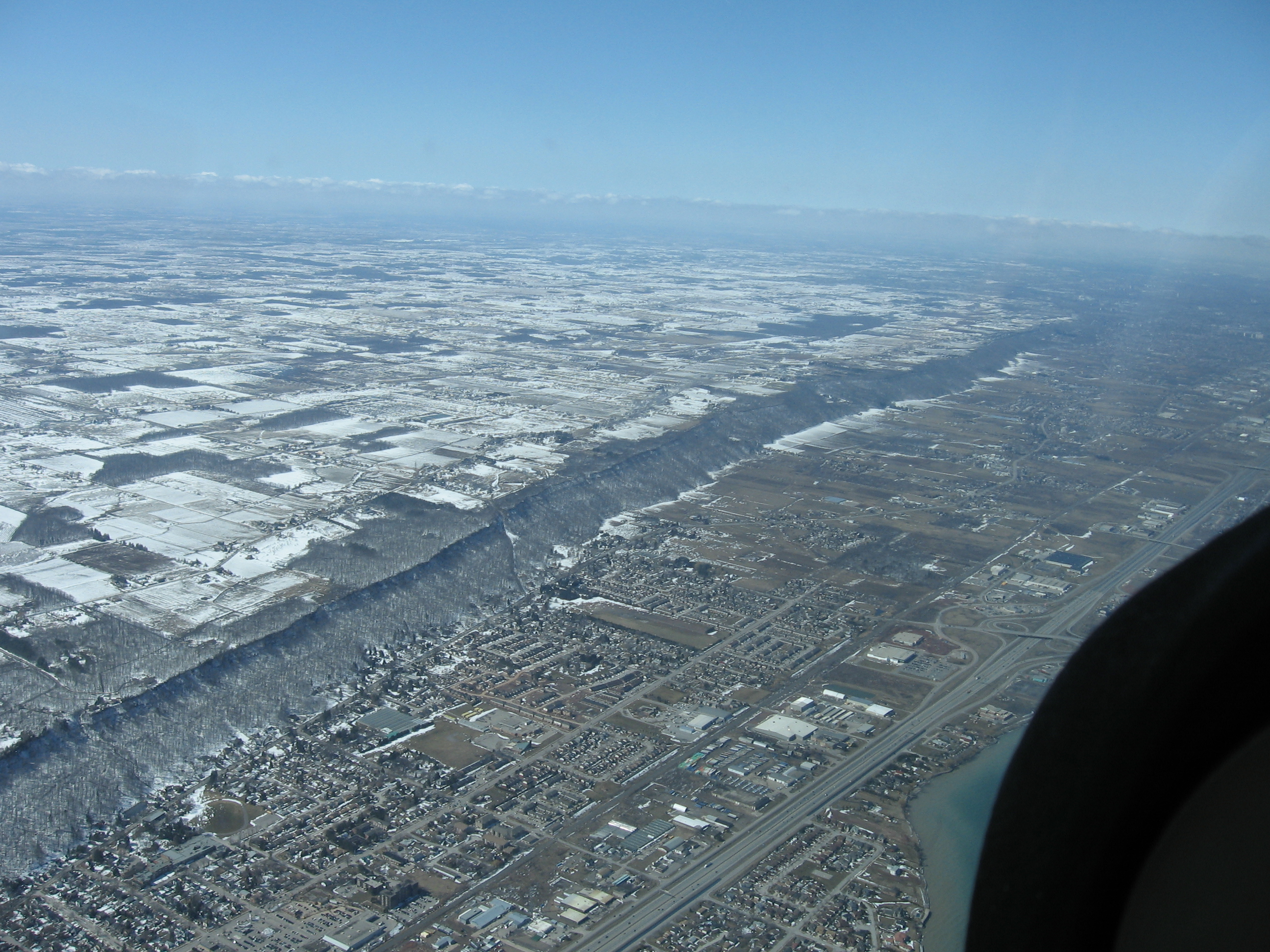
介乎聖嘉芙蓮斯和咸美頓的一段QEW走線處於尼亞加拉懸崖和安大略湖之間

QEW在聖嘉芙蓮斯市内的路段過去並未達至高速公路資格，沿線亦曾有不少商戶和私人物業把出入口直接設在公路兩旁。QEW升格成高速公路時，省府在公路兩旁設立與其平行的側道（service road），以確保駕駛人士仍可通往公路沿線物業。然而，這亦令此段QEW日後增建車道的難度大增。公路穿越安大略街交匯處後跨越十二咪溪（Twelve Mile Creek），與406號公路交匯後再跨越十五咪溪，並進入林肯鎮範圍。
公路在林肯鎮内大致與安大略湖湖岸平行；該帶盛產水果，而公路南側亦設有多座酒莊。公路在巴特勒大道（Bartlett Avenue）交匯處以東進入格里姆斯比鎮，而鎮内的QEW走線則夾在尼亞加拉懸崖和安大略湖之間。QEW經過鎮内三座交匯處後離開尼亞加拉區，進入咸美頓市。
QEW在咸美頓市内先後與五十道（50 Road）、果園道（Fruitland Road）、百周年紀念園林路（Centennial Parkway）和紅山谷園林公路交匯，再登上伯靈頓灣高架橋，跨越咸美頓港，進入荷頓區伯靈頓市。

### 伯靈頓-多倫多段
QEW進入伯靈頓市後不久即抵達費里曼交匯處（Freeman Interchange），在此與403號公路和407號公路交接。此交匯處配合403號公路工程於1958年開通，再於2009年擴建以容納407號公路。QEW在此改往東北伸展，此後約長22.6（14.0英里）的路段與403號公路共構，直至奧克維爾東部近福特汽車工廠一帶為止。403號公路在此處脫離QEW，並改往西北伸延；QEW則繼續往東北伸延，進入皮爾區密西沙加市。公路在密西沙加市内的路段兩旁皆緊貼民居，越過怡陶碧谷溪後進入多倫多市，之後在一座大型交匯處與427號公路和嘉甸拿高速公路交接並在此告終。QEW過去曾繼續從此處往東伸延至含伯河（Humber River），但省運輸廳於1997年取消此路段的省道資格，並將之下放予大多倫多市政府，成為嘉甸拿高速公路的一部分。

## 歷史

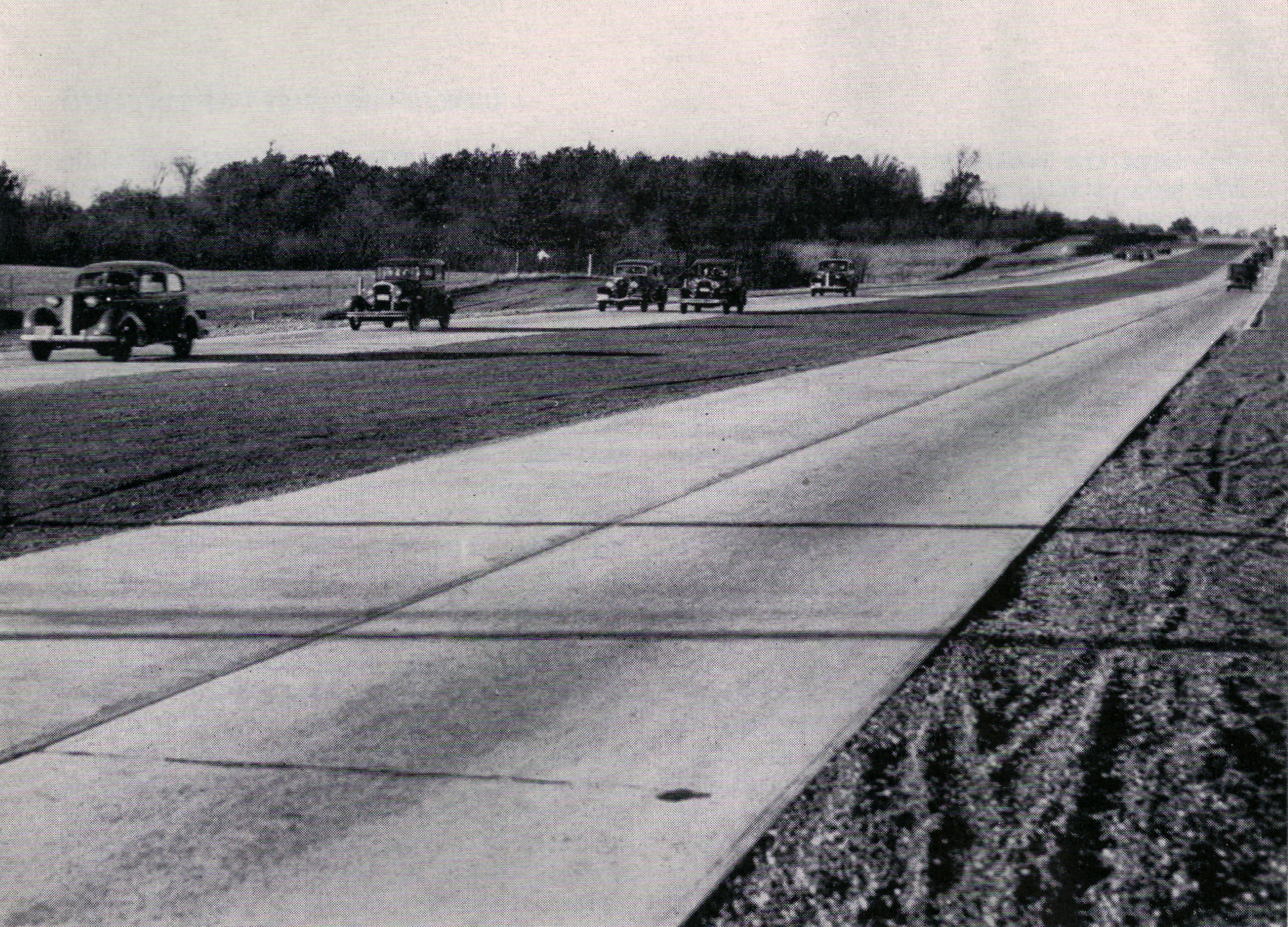
QEW於1930年代中期以「中間道」之名通車，當時尚未達致現代高速公路的安全標準（圖攝於1938年）

### 中間道與尼亞加拉瀑布公路
20世紀初期，隨著南安大略的機動車交通流量日益增長，來往多倫多和咸美頓之間的路面交通亦漸見擁擠，如何改善該帶交通亦成為省政府規劃部門的一大挑戰。連接該兩城市的其中一條要道湖濱道（Lake Shore Road）由碎石鋪設而成，路面因此常被侵蝕，當局因此於1914年提出修建一條名為「多倫多－咸美頓公路」（Toronto–Hamilton Highway）的水泥道路：公路可沿湖濱道或較北面的登打士街修建，但由於後者沿綫地勢較為崎嶇，工程造價會較前者昂貴，當局因此選擇了湖濱道走綫。介乎以上兩條走綫之間的中間道（Middle Road）為一次要道路，路面狀況不及湖濱道或登打士街般急需改善，中間道因此未被當局考慮為公路可取走綫之一。
項目於1914年11月8日動工，第一次世界大戰期間工程進度緩慢。公路於1917年11月24日正式開通，濶5.5（18英尺），長近64（40英里），為安大略省首條水泥道路，並是世上最長的城際水泥道路之一。公路開通後，沿綫交通不斷上升，到了1920年湖濱道於周末再次出現高度擁擠的局面，省政府公路廳因此研究改善另一條連接多倫多和咸美頓的道路。該道路的濶度將達12（39英尺），來回方向各有兩條行車綫；工程於1931年初展開。
1934年省選後，麥奎斯頓（Thomas McQuesten）和史密夫（Robert Melville Smith）分別成為安大略省公路廳的正副廳長。受到德國高速公路系統的啓發，史密夫將該系統的雙程分隔道路設計引進安大略，而麥奎斯頓則下令將中間道改建成這種公路。當局在中間道沿綫購地以便將之改建成雙程分隔道路，並將中間道與10號省道的交界處改建成加拿大首座立體交匯處。中間道介乎27號省道（現編號為427號）和10號省道的路段遂逐步提升為雙程分隔道路，而介乎多倫多和伯靈頓的路段於1937年末改建完畢，成為北美洲首條雙程分隔城際公路，沿線照明系統在第二次世界大戰前還是全球最長。
另一方面，為了吸引美國遊客到安省觀光，省府亦於1937年在尼亞加拉半島動工興建一條雙程分隔公路，途經尼亞加拉懸崖的底部，連接中間道的伯靈頓端終點和尼亞加拉瀑布城，取代懸崖頂部地勢崎嶇且車流日增的8號省道。然而，此尼亞加拉瀑布公路項目需移除沿線數百英畝農地，引起當地農民不滿。1937年夏季旅遊旺季，8號省道沿線發生數宗車禍，終令當地居民改為支持項目。

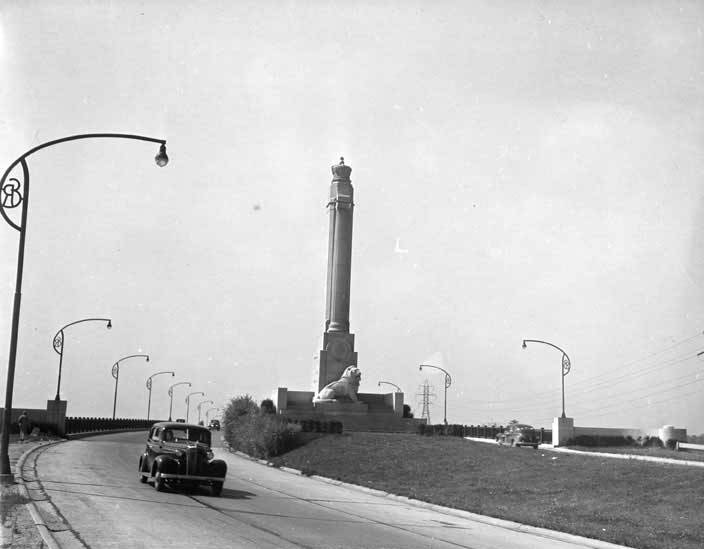
QEW多倫多端終點；豎立此處的公路開通紀念碑於1974-75年因公路拓闊工程而改置別處（圖攝於1940年）

喬治六世和王后伊利沙伯·鮑斯-萊昂（即伊利沙伯二世的母親）於1939年訪問加拿大，當局亦藉此籌備為公路冠以王后之名。當時尼亞加拉瀑布公路的主要結構工程已完成，但路面仍由碎石鋪設而尚未鋪上瀝青。國王伉儷於當年6月7日出席公路的命名典禮，並駛經聖嘉芙蓮斯一帶的尼亞加拉瀑布公路；公路於同日正式名為「伊利沙伯皇后道」。然而，該名稱早期只覆蓋介乎聖嘉芙蓮斯和尼亞加拉瀑布城的路段；介乎多倫多和伯靈頓的中間道後來才歸入QEW的一部分。
省府於1940年春末夏初在介乎咸美頓和尼亞加拉瀑布城之間，長58（36英里）的路段上鋪設瀝青，而麥奎斯頓則於同年8月23日在聖嘉芙蓮斯出席剪綵儀式，標誌介乎多倫多和尼亞加拉瀑布城的伊利沙伯皇后道全線正式開通。介乎尼亞加拉瀑布城和伊利堡的延線工程仍然進行中，但其進度隨著二戰爆發而大幅減慢。伊利堡延線於1941年夏季開通，當時由碎石鋪砌而成。延線中兩條行車線於1946年鋪上瀝青，而全數四條行車線待1956年才完成路面鋪設工程。經歷25年工程，介乎多倫多和伊利堡的QEW終告完成。

### 改建成高速公路
全線開通後的QEW雖設有數座立體交匯處，但大部分路段仍未達致高速公路規格，沿線更有數段容許車輛直接進出公路兩旁的私人物業。隨著QEW車流日增，安省公路部亦從1950年代起逐步將之升格。狄斯道（Dixie Road）交匯處於1953年啓用，而介乎該處和10號公路的路段則於1956年改進完畢。公路兩旁新增平行側道（service road）讓駕駛人士進出沿線物業，而該路段上13個平交路口亦被移除，該段公路的意外頻率隨之減半。另一方面，省府於同期展開多倫多繞道項目（Toronto Bypass），把介乎QEW和401號公路的一段27號公路升格成高速公路，同時改建該公路與QEW的交匯處。大多倫多市内介乎27號公路和含伯河的QEW於1957-58年間拓闊至來回六線行車，並於1958年8月駁上剛開通的嘉甸拿高速公路；密西沙加道和奧克維爾克爾街（Kerr Street）交匯處則於同年12月落成。

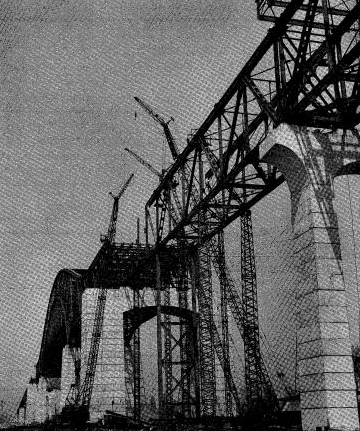
興建中的伯靈頓灣高架橋（圖攝於1958年）

QEW早期依靠一座兩線行車升降橋跨越咸美頓港連接伯靈頓和咸美頓。該橋於1952年被一艘船隻撞擊，導致該段QEW封閉直至當局臨時搭建的橋樑開通為止；安省公路部因此計劃在當地興建一座新的高架橋。與此同時，當局亦計劃興建一條高速公路連接咸美頓和胡士托（即403號公路）。該兩條道路在伯靈頓市的西南角匯合；當局遂從1952年起在該處興建費里曼交匯處（Freeman Interchange），並於1958年8月完工。新高架橋則於同年10月30日開通，全長2,700（8,900英尺），來回共有四條行車線，同年11月10日起開始收費。伯靈頓和咸美頓兩市居民各要求大橋冠以自己所屬城市的名稱；省府則最終將之名為「伯靈頓灣高架橋」（Burlington Bay Skyway）。
省府亦於同期計劃在尼亞加拉區興建另一座高架橋跨越威蘭運河，取代承載QEW的兩線行車荷默升降橋（Homer Lift Bridge）。大橋於1960年7月動工，1963年10月18日通車，全長2,200（7,200英尺），耗資2千萬加元（1963年金額），以聖嘉芙蓮斯市的暱稱取名「花園城市高架橋」（Garden City Skyway）。大橋起初如伯靈頓灣高架橋般收取過路費，但兩者皆於1973年12月28日取消收費。
QEW與現愛蓮妙斯園林路（Erin Mills Parkway）和伯靈頓布蘭特街（Brant Street）的交匯處先後於1960年9月和1964年竣工，介乎多倫多和咸美頓的QEW遂達致高速公路規格。省府又從1963年起將介乎咸美頓和尼亞加拉瀑布城的QEW改建成限制進出公路規格。介乎多倫多和密西沙加，以及介乎費里曼交匯處和布蘭特街以東的路段於1966年末達致來回六線行車格局；而介乎第九線（Ninth Line）和克爾街的路段亦於1968年六線化。伯靈頓與多倫多之間，介乎布蘭特街和克爾街的僅餘四線路段從1970年起六線化，1972年完成。
當局又於1960年代末和70年代改建QEW與彩虹橋連接路（即現420號公路）、20號公路（即現百周年紀念園林路）和27號公路三條道路的交會點。前兩者分別位於尼亞加拉瀑布城和咸美頓，皆為平交迴旋處設計；27號公路交會點位於大多倫多市，雖呈立體交匯格局，但其苜蓿葉型設計不勝應付當地的車流負荷。27號公路交匯處項目的前期工程於1966年展開，主體工程則於1968年9月開始。項目包含19座新建橋樑，工地總面積達48.5公頃（120英畝）。交匯處於1969年11月14日開通，而介乎該處和湖濱大道（Lake Shore Boulevard）的QEW亦同時拓闊至來回十線行車。彩虹橋連接路的三層立體交匯處於1971年動工，1972年4月完成，而彩虹橋連接路亦同時改編為420號公路。咸美頓20號公路立體交匯處則於1974年動工，1978年落成啓用，QEW隨之全線達致高速公路規格。
介乎多倫多和咸美頓之間的QEW於1970年代末新增數座交匯處，包括布靈頓的艾普比線（Appleby Line）、密西沙加的哥富拿道（Cawthra Road）、以及奧克維爾的特拉法加道（Trafalgar Road）和多華爾徑（Dorval Drive）
；處於特拉法加道和多華爾徑之間的克爾街交匯處規模則大幅縮小，只剩下QEW咸美頓方向出口。

### 20世紀末發展
QEW沿線車流不斷上升，當中咸美頓和布靈頓之間的來回四線路段尤以為甚。布靈頓灣高架橋的設計車流量為每日5萬架次，但到了1973年已達致每日6萬架次；省府遂決定於原有高架橋旁興建多一座四線行車橋樑。新橋於1983年動工，1985年10月11日開幕。舊橋封閉以進行復修，並於1988年8月22日重開；舊橋自此承載多倫多方向行車線，而尼亞加拉方向行車線則取道新橋跨越咸美頓港。新舊兩橋一併名為「伯靈頓灣詹姆斯·N·艾倫高架橋」（Burlington Bay James N. Allan Skyway），以紀念舊橋興建期間出任公路部長的詹姆斯·N·艾倫。
與此同時，省府亦拓闊高架橋兩岸的QEW路段，並改建沿線數座交匯處。介乎百周年紀念園林路和費里曼交匯處的路段拓闊至來回最少六線行車，當中介乎咸美頓布靈頓街（Burlington Street）和布靈頓北岸大道（Northshore Boulevard）的路段更達來回八線行車。此一系列工程於1984年末展開，1990年完成。

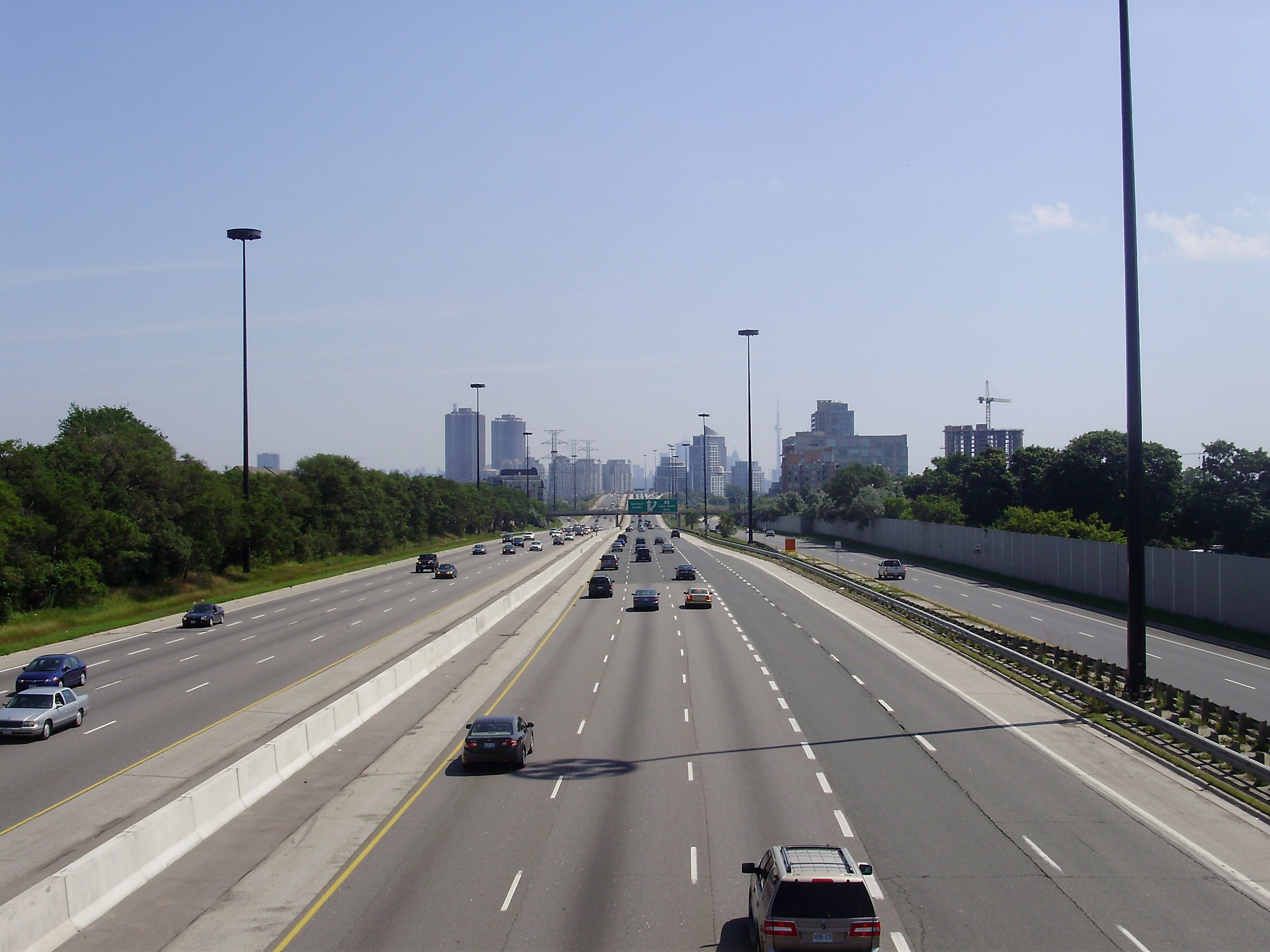
427號公路以東的QEW於1997年取消省道資格，並成為嘉甸拿高速公路一部分

新高架橋開通後，該帶的交通瓶頸位置往多倫多方向移至費里曼交匯處。省府遂從1991年8月起改建該交匯處，並於1993年10月23日開通。此工程亦配合403號公路介乎布靈頓和密西沙加新建路段的項目：該新建路段擬定在此交匯處與既有的403號公路咸美頓段和QEW交接。然而，省府於1990年代初財務拮据，該新建路段的擬定走線遂被省府私有化，並成為407號收費公路一部分。為了駁通咸美頓和密西沙加兩段403號公路，省府於2002年將布靈頓至奧克維爾之間的一段QEW同時編為403號公路，該公路自此從密西沙加至胡士托全線貫通。
除了把407號公路項目私有化外，省府亦於1990年代中後期取消一系列省級公路的省道資格，並將之下放予地方政府管理，以求節省開支。QEW位於多倫多端、介乎427號省道和含伯河的路段遂於1997年4月1日被取消省道資格，並被下放予大多倫多市政府，成為市級的嘉甸拿高速公路一部份；1998年大多六市合併後該路段則歸新的多倫多市政府管轄。

### 近年工程

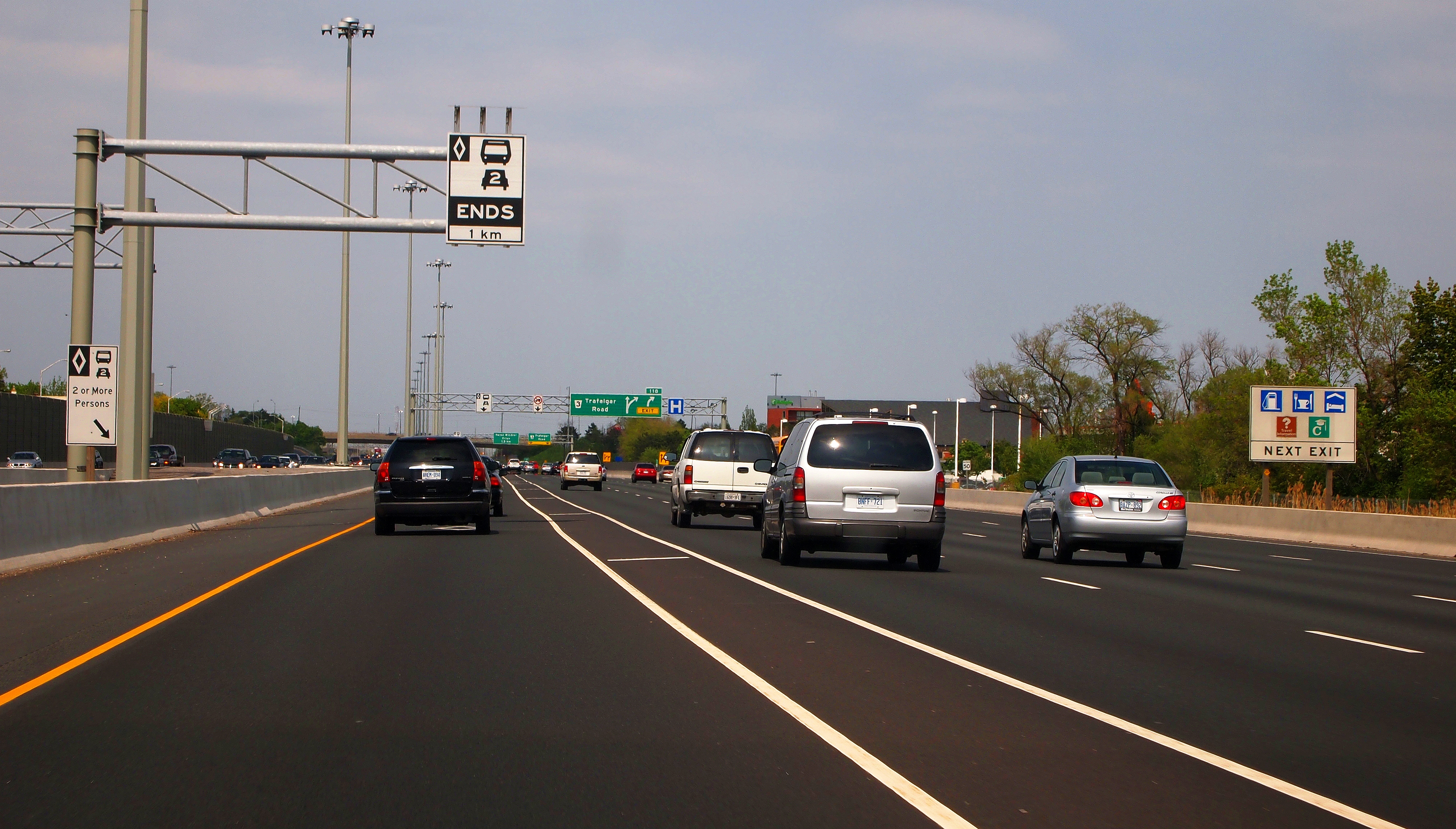
QEW與403號公路共構路段上的高乘載車道

由咸美頓市政府興建的紅山谷園林公路於2007年11月16日通車；由該公路北行方向通往QEW的交流道於同日開通，但從QEW通往該公路南行方向的交流道待2008年12月才啓用。QEW介乎布靈頓街和百周年紀念園林路的路段同時拓闊至來回八線行車，而該兩座交匯處亦被改建；工程於2009年完成。
省府從2005年起將聖凱瑟琳斯市内介乎406號公路和花園城市高架橋的QEW拓闊至來回六線行車。項目耗資1億8600萬元，於2011年8月26日完成。此外，當局又從2007年起在介乎布靈頓貴湖線（Guelph Line）和奧克維爾特拉法加道的QEW增建來回方向各一條高乘載車道（HOV lane），於2010年11月29日對外開放。

## 未來發展
為了迎合日益增長的交通流量，省政府有意興建一條新的「中尼亞加拉半島公路」（Mid-Peninsula Highway），從伊利堡起途經威蘭前往布靈頓並與407號省道交匯，繞過QEW於咸美頓和尼亞加拉區的路段。

## 出口列表
下列為QEW沿線的出入口，排序從伊利堡至多倫多。
| 地区                                                                                         | 里程        | 类型            | 名称 | 连接 | 说明                                                                                                   |
| -------------------------------------------------------------------------------------------- | ----------- | --------------- | --- | --- | --- |
| 尼亚加拉河 美加邊界                                                                          | 0           | 主线出入口      | 水牛城                                                                                                  | 190號州際公路                                                                                           | |
| 尼亚加拉河 美加邊界                                                                          | 0           | 出入口 · 停车场 | 和平橋口岸                                                                                              | 和平橋口岸                                                                                              | |
| 伊利堡                                                                                       | 0.2         | 出入口          | 尼亞加拉124號區道 （中央大道 / Central Avenue） · 免税道 / Duty Free Way                                | 尼亞加拉124號區道 （中央大道 / Central Avenue） · 免税道 / Duty Free Way                                | 仅伊利堡方向有往免税道的出口                                                                           |
| 伊利堡                                                                                       | 1.1         | (1)             | 尼亞加拉126號區道 （特许路 / Concession Road）                                                          | 尼亞加拉126號區道 （特许路 / Concession Road）                                                          | 限伊利堡方向入，多倫多方向出                                                                           |
| 伊利堡                                                                                       | 2.1         | (2)             | 尼亞加拉122號區道 （湯臣路 / Thompson Road）                                                            | 3號省道                                                                                                 | 限伊利堡方向入，多倫多方向出                                                                           |
| 伊利堡                                                                                       | 2.1         | (2)             | 尼亞加拉17號區道 （伯提街 / Bertie Street） · 尼亞加拉122號區道 （湯臣路 / Thompson Road）              | 尼亞加拉17號區道 （伯提街 / Bertie Street） · 尼亞加拉122號區道 （湯臣路 / Thompson Road）              | 限多倫多方向入，伊利堡方向出                                                                           |
| 伊利堡                                                                                       | 4.6         | (5)             | 尼亞加拉19號區道 （基爾摩路 / Gilmore Road）                                                            | 尼亞加拉19號區道 （基爾摩路 / Gilmore Road）                                                            | |
| 伊利堡                                                                                       | 6.7         | (7)             | 史蒂文斯维尔                                                                                            | 尼亞加拉21號區道 （寶雲路 / Bowen Road）                                                                | |
| 伊利堡/尼亚加拉瀑布城界                                                                      | 12.2        | (12)            | 威蘭 | 尼亞加拉25號區道 （尼德比路 / Netherby Road）                                                           | |
| 尼亚加拉瀑布城                                                                               | 15.5        | (16)            | 奇帕瓦 水晶沙滩                                                                                         | 尼亞加拉116號區道 （所多瑪路 / Sodom Road）                                                             | |
| 尼亚加拉瀑布城                                                                               | 22.1        | (21)            | 威蘭 | 尼亞加拉47號區道 （萊昂斯溪路 / Lyons Creek Road）                                                      | |
| 尼亚加拉瀑布城                                                                               | 26.6        | (27)            | 尼亞加拉49號區道 （麥克勞德路 / McLeod Road）                                                           | 尼亞加拉49號區道 （麥克勞德路 / McLeod Road）                                                           | |
| 尼亚加拉瀑布城                                                                               | 29.5        | (30)            | 瀑布 美国尼亞加拉瀑布城                                                                                 | 420號省道 · 尼亞加拉20號區道 （伦迪路 / Lundy's Lane） · 多切斯特路 / Dorchester Road                   | |
| 尼亚加拉瀑布城                                                                               | 31.5        | (32)            | 霍魯 | 尼亞加拉57號區道 （霍魯石路 / Thorold Stone Road）                                                      | |
| 尼亚加拉瀑布城                                                                               | 34.0        | (34)            | 尼亞加拉101號區道 （山路 / Mountain Road）                                                              | 尼亞加拉101號區道 （山路 / Mountain Road）                                                              | |
| 滨湖尼亚加拉                                                                                 | 36.5        | (37)            | 昆士頓                                                                                                  | 405號省道                                                                                               | 限多倫多方向入，伊利堡方向出                                                                           |
| 滨湖尼亚加拉                                                                                 | 37.8        | (38)            | 滨湖尼亚加拉                                                                                            | 尼亞加拉89號區道 （格倫代爾大道 / Glendale Avenue）                                                     | |
| 圣凯瑟琳斯                                                                                   | 43.9        | (44)            | 辅路 | 尼亞加拉48號區道 （尼亞加拉街 / Niagara Street）                                                        | |
| 圣凯瑟琳斯                                                                                   | 45.6        | (46)            | 尼亞加拉44號區道 （湖街 / Lake Street）                                                                 | 尼亞加拉44號區道 （湖街 / Lake Street）                                                                 | |
| 圣凯瑟琳斯                                                                                   | 46.9        | (47)            | 尼亞加拉42號區道 （安大略街 / Ontario Street）                                                          | 尼亞加拉42號區道 （安大略街 / Ontario Street）                                                          | |
| 圣凯瑟琳斯                                                                                   | 47.7        | (48)            | 尼亞加拉38號區道 （馬田代爾道 / Martindale Road）                                                       | 尼亞加拉38號區道 （馬田代爾道 / Martindale Road）                                                       | 限伊利堡方向入，多倫多方向出                                                                           |
| 圣凯瑟琳斯                                                                                   | 48.4        | (49)            | 霍魯 威蘭                                                                                               | 406號省道 · 尼亞加拉39號區道 （第三街 / 3rd Street） · 北辅路 / North Service Road                      | |
| 圣凯瑟琳斯                                                                                   | 50.4        | (51)            | 尼亞加拉34號區道 （第七街 / 7th Street）                                                                | 尼亞加拉34號區道 （第七街 / 7th Street）                                                                | |
| 林肯                                                                                         | 54.7        | (55)            | 佐敦火车站                                                                                              | 尼亞加拉26號區道 （佐敦路 / Jordan Road）                                                               | |
| 林肯                                                                                         | 57.6        | (57)            | 温兰德                                                                                                  | 尼亞加拉24號區道 （維多利亞大道 / Victoria Avenue）                                                     | |
| 林肯                                                                                         | 64.3        | (64)            | 比姆斯维尔                                                                                              | 尼亞加拉18號區道 （安大略街 / Ontario Street）                                                          | |
| 格里姆斯比                                                                                   | 68.1        | (68)            | 尼亞加拉14號區道 （巴特勒大道 / Bartlett Avenue）                                                       | 尼亞加拉14號區道 （巴特勒大道 / Bartlett Avenue）                                                       | |
| 格里姆斯比                                                                                   | 70.6        | (71)            | 尼亞加拉12號區道 （克里斯蒂街 / Christie Street） · 楓樹大道 / Maple Avenue · 安大略街 / Ontario Street | 尼亞加拉12號區道 （克里斯蒂街 / Christie Street） · 楓樹大道 / Maple Avenue · 安大略街 / Ontario Street | |
| 格里姆斯比                                                                                   | 74.2        | (74)            | 尼亞加拉10號區道 （卡薩布蘭卡大道 / Casablanca Boulevard）                                              | 尼亞加拉10號區道 （卡薩布蘭卡大道 / Casablanca Boulevard）                                              | |
| 哈密尔顿                                                                                     | 77.8        | (78)            | 五十路 / Fifty Road                                                                                     | 五十路 / Fifty Road                                                                                     | |
| 哈密尔顿                                                                                     | 82.9        | (83)            | 果園路 / Fruitland Road                                                                                 | 果園路 / Fruitland Road                                                                                 | |
| 哈密尔顿                                                                                     | 88.1        | (88)            | 咸美頓20號市道 （百周年紀念園林路 / Centennial Parkway）                                                | 咸美頓20號市道 （百周年紀念園林路 / Centennial Parkway）                                                | |
| 哈密尔顿                                                                                     |             | (89)            | 紅山谷園林公路 / Red Hill Valley Parkway                                                                | 紅山谷園林公路 / Red Hill Valley Parkway                                                                | 可经过紅山谷園林公路通往约翰·卡尔·芒罗哈密尔顿国际机场                                                 |
| 哈密尔顿                                                                                     | 89.8        | (90)            | 尼古拉·特斯拉大道 / Nikola Tesla Boulevard 活活大道 / Woodward Avenue                                   | 尼古拉·特斯拉大道 / Nikola Tesla Boulevard 活活大道 / Woodward Avenue                                   | 仅伊利堡方向有往活活大道的出口                                                                         |
| 哈密尔顿                                                                                     | 93.8        | (93)            | 東港徑 / Eastport Drive                                                                                 | 東港徑 / Eastport Drive                                                                                 | 限伊利堡方向入，多倫多方向出                                                                           |
| 伯灵顿                                                                                       | 97.1        | (97)            | 北岸大道 / North Shore Boulevard 東港徑 / Eastport Drive                                                | 北岸大道 / North Shore Boulevard 東港徑 / Eastport Drive                                                | |
| 伯灵顿                                                                                       | 100.5/81.7  | (100)           | 哈密尔顿主城区 布兰特福德                                                                               | 403號省道                                                                                               | 与403號省道共线段起点 · 限多倫多方向入，伊利堡方向出 · 可经过403省道通往约翰·卡尔·芒罗哈密尔顿国际机场 |
| 伯灵顿                                                                                       | 100.5/81.7  | (100)           | 407號省道                                                                                               | 407號省道                                                                                               | 限伊利堡方向入，多倫多方向出                                                                           |
| 伯灵顿                                                                                       | 101.3/82.5  | (101)           | 荷頓18號區道 （布蘭特街 / Brant Street）                                                                | 荷頓18號區道 （布蘭特街 / Brant Street）                                                                | |
| 伯灵顿                                                                                       | 103.2/84.4  | (102)           | 荷頓1號區道 （貴湖線 / Guelph Line）                                                                    | 荷頓1號區道 （貴湖線 / Guelph Line）                                                                    | |
| 伯灵顿                                                                                       | 105.2/86.4  | (105)           | 獲嘉線 / Walkers Line                                                                                   | 獲嘉線 / Walkers Line                                                                                   | |
| 伯灵顿                                                                                       | 107.3/88.5  | (107)           | 荷頓20號區道 （艾普比線 / Appleby Line）                                                                | 荷頓20號區道 （艾普比線 / Appleby Line）                                                                | |
| 伯灵顿/奧克維爾界                                                                            | 109.3/90.5  | (109)           | 荷頓20號區道 （寶祿徑 / Burloak Drive）                                                                 | 荷頓20號區道 （寶祿徑 / Burloak Drive）                                                                 | |
| 奧克維爾                                                                                     | 110.9/92.1  | (110)           | 辅路 / Service Road                                                                                     | 辅路 / Service Road                                                                                     | 限伊利堡方向出 已于2008年拆除                                                                          |
| 奧克維爾                                                                                     | 111.3/92.5  | (111)           | 米尔顿                                                                                                  | 荷頓25號區道 （布朗提路 / Bronte Road）                                                                 | |
| 奧克維爾                                                                                     | 113.4/94.6  | (111)           | 第三線 / 3rd Line                                                                                       | 第三線 / 3rd Line                                                                                       | |
| 奧克維爾                                                                                     | 116.5/97.7  | (116)           | 荷頓17號區道 （多華爾徑 / Dorval Drive）                                                                | 荷頓17號區道 （多華爾徑 / Dorval Drive）                                                                | |
| 奧克維爾                                                                                     | 116.5/97.7  | (116)           | 克爾街 / Kerr Street                                                                                    | 克爾街 / Kerr Street                                                                                    | 限伊利堡方向出                                                                                         |
| 奧克維爾                                                                                     | 118.6/98.8  | (118)           | 荷頓3號區道 （特拉法加道 / Trafalgar Road）                                                             | 荷頓3號區道 （特拉法加道 / Trafalgar Road）                                                             | |
| 奧克維爾                                                                                     | 120.0/101.2 | (119)           | 皇家溫莎徑 / Royal Windsor Drive                                                                        | 皇家溫莎徑 / Royal Windsor Drive                                                                        | 限伊利堡方向入，多倫多方向出                                                                           |
| 奧克維爾                                                                                     | 123.1/104.3 | (123)           | 荷頓13號區道 （福特徑 / Ford Drive）                                                                    | 荷頓13號區道 （福特徑 / Ford Drive）                                                                    | |
| 奧克維爾                                                                                     | 123.1/104.3 | (123)           | 多伦多                                                                                                  | 403號省道                                                                                               | 与403號省道共线段终点 · 限伊利堡方向入，多倫多方向出                                                   |
| 奥克维尔/密西沙加界                                                                          | 124.5       | (124)           | 皮爾19號區道 （溫斯頓·邱吉爾大道 / Winston Churchill Boulevard）                                        | 皮爾19號區道 （溫斯頓·邱吉爾大道 / Winston Churchill Boulevard）                                        | |
| 密西沙加                                                                                     | 126.6       | (126)           | 皮爾1號區道 （愛蓮妙斯園林路 / Erin Mills Parkway） · 修夫丹道 / Southdown Road                         | 皮爾1號區道 （愛蓮妙斯園林路 / Erin Mills Parkway） · 修夫丹道 / Southdown Road                         | |
| 密西沙加                                                                                     | 130.7       | (130)           | 密西沙加路 / Mississauga Road                                                                           | 密西沙加路 / Mississauga Road                                                                           | |
| 密西沙加                                                                                     | 132.7       | (132)           | 曉倫大略街 / Hurontario Street                                                                          | 曉倫大略街 / Hurontario Street                                                                          | |
| 密西沙加                                                                                     | 134.9       | (134)           | 皮爾17號區道 （哥富拿路 / Cawthra Road）                                                                | 皮爾17號區道 （哥富拿路 / Cawthra Road）                                                                | |
| 密西沙加                                                                                     | 136.7       | (136)           | 皮爾4號區道 （狄斯路 / Dixie Road）                                                                     | 皮爾4號區道 （狄斯路 / Dixie Road）                                                                     | 限多倫多方向入，伊利堡方向出                                                                           |
| 多伦多                                                                                       | 138.5       | (138)           | 伊文斯大道 / Evans Avenue 西大道 / West Mall 布朗斯線 / Brown's Line）                                  | 伊文斯大道 / Evans Avenue 西大道 / West Mall 布朗斯線 / Brown's Line）                                  | 限伊利堡方向入，多倫多方向出                                                                           |
| 多伦多                                                                                       | 139.1       | (139)           | 皮爾遜機場 多伦多主城区                                                                                 | 427號省道 · 嘉甸拿高速公路                                                                              | |
| 多伦多                                                                                       | 140.5       | (140)           | 基柏齡大道 / Kipling Avenue                                                                             | 基柏齡大道 / Kipling Avenue                                                                             | 已于1997年4月1日撤销省道编号并下放至嘉甸拿高速公路                                                     |
| 多伦多                                                                                       | 141.9       | (141)           | 伊斯靈頓大道 / Islington Avenue                                                                         | 伊斯靈頓大道 / Islington Avenue                                                                         | 已于1997年4月1日撤销省道编号并下放至嘉甸拿高速公路                                                     |
| 多伦多                                                                                       | 143.1       | (143)           | 柏朗路 / Park Lawn Road                                                                                 | 柏朗路 / Park Lawn Road                                                                                 | 已于1997年4月1日撤销省道编号并下放至嘉甸拿高速公路                                                     |
| 多伦多                                                                                       | 143.1       | (143)           | 湖濱大道 / Lake Shore Boulevard                                                                         | 湖濱大道 / Lake Shore Boulevard                                                                         | 已于1997年4月1日撤销省道编号并下放至嘉甸拿高速公路                                                     |
| 1.000 英里 = 1.609 千米；1.000 千米 = 0.621 英里 并行路段 • 已关闭／取消 • 限制进入 • 未开放 |             |                 | | | |

## 外部連結
- 安大略省運輸廳（页面存档备份，存于）
- QEW咸美頓、荷頓區及皮爾區現場畫面（页面存档备份，存于）
- QEW聖嘉芙蓮斯及尼亞加拉瀑布城現場畫面（页面存档备份，存于）
- thekingshighway.ca：QEW歷史（页面存档备份，存于）
- Google地圖：QEW走綫（页面存档备份，存于）